# ليوناردو غالي
ليوناردو غالي هو لاعب كرة قدم إيطالي في مركز الوسط، ولد في 3 يوليو 1997 في كريمونا في إيطاليا.

## وصلات خارجية
- ليوناردو غالي على موقع قاعدة بيانات كرة القدم.إي يو (الإنجليزية)
- ليوناردو غالي على موقع Soccerway.com (الإنجليزية)
- ليوناردو غالي على موقع عالم كرة القدم.نت (الإنجليزية)